# 水月りつ
水月 りつ（みつき りつ、1996年10月14日）は、日本のAV女優。テスター所属

## 略歴・人物
2018年3月、E-BODY専属女優の「武田真（たけだ まこと）」としてAVデビュー。所属事務所はティーパワーズ。
2018年5月より専属を離れ企画単体女優となる。
2019年5月に「藤白桃羽（ふじしろ ももは）」で新たにツイッターを開始。所属事務所をアローズに移し改名。
2020年3月よりツイッターの名義を「水月りつ」に変更。プロフィール欄には“元:藤白桃羽”と記載され、所属事務所はテスターとなっている。

## 作品

### アダルトDVD
「武田真」名義
2018年
- たくましい肉体の美女アスリート 本物競泳選手(現在スポーツインストラクター) E-BODY専属デビュー（3月1日、E-BODY）
- アスリート筋肉ボディ 超肉弾マッハ騎乗位中出し ザーメン膣絞り2連射スペシャル（4月1日、E-BODY）
- 石和温泉で見つけた卒業旅行中の美巨乳女子学生のお嬢さん タオル一枚 男湯入ってみませんか? +過激すぎて未公開だった(秘)映像を一挙大公開 40回記念12名2枚組8時間SP（5月10日、SODクリエイト）※「しおり」名義
- マジックミラー号 禁断の兄嫁NTR大作戦 ずっとヤリたいと思っていた優しくて巨乳な兄ちゃんの嫁さん! 子供ができないと悩んでした兄嫁につけこみ横取り中出しで妊娠させて穴兄弟!!（5月10日、ROCKET）※「吉田れいか」名義
- 120％リアルガチ軟派伝説 vol.60 in 金沢（5月18日、プレステージ）
- ワークアウトガール（5月19日、ミル）
- ガチナンパ! 千葉県産直! 素人女子が悶絶イってるのに絶倫童貞くんがお構いなく暴走ピストン! 思考停止の中出し&暴発でやっと満足!（6月15日、ピーターズ）
- 妄想アイテム究極進化シリーズ 真・時間が止まる腕時計パート10 巨乳すぎる女たち限定! SEXマネキンチャレンジ（6月7日、ROCKET）
- 暴発寸前! 巨乳圧迫寸止め淫語（6月19日、OPPAI）
- AV出演志願の爆乳妻 2（6月19日、エンペラー）※「まこと」名義
- マジックミラー号 心優しい子持ちのママがデカチンで妻に挿入を許してもらえない男性に素股奉仕 産後で感度が上がったマ○コは我慢できず、不倫挿入真正中出し! 6（6月21日、SODクリエイト）※「えみ」名義
- ヤリマン幼馴染はガチイキ未経験の可愛すぎる欲求不満少女!初イキ体験の練習台になった童貞の僕（7月12日、アイエナジー）
- 民泊始めた俺の実家にバカンス中の日焼けOL達が宿泊中!!（7月13日、BAZOOKA）
- 生姦種付け交尾に溺れる 変態従順アスリート（8月1日、Fitch）
- ROCKET10周年記念作品 マイクロビキニでドキッ!巨乳20人!水泳大会2018 真夏のエロ水着とおっぱいの祭典!巨乳20人がプールでガチンコエロバトル!!（8月9日、ROCKET）
- 一人暮らしのボクの部屋に泊まりに来た巨乳の従姉妹が翌朝、ノーブラで僕の白いYシャツを着ていた! 無防備な谷間に思わず超勃起!でもっておにいちゃんならいいよと言われ我慢できずに童貞チ○ポでナマ挿入!（8月10日、SCOOP）
- マジックミラー号ハードボイルド ミラー号ロケでMCの練習台にされリハーサルで本番同様に電マで攻められナマ中出しセックスまでヤラされても『ミラー号の監督になるには何事も経験が一番大切なんだぞ』と言われたら泣き寝入りするしかないサディスティックヴィレッジの女AD 2（8月23日、サディスティックヴィレッジ）
- 女レ○プ師と共謀、素人エステティシャンをスイートルームに呼んで脇目もふらぬ熱心な仕事中に後ろから忍び寄ってナマ中出しレ○プ!（9月6日、サディスティックヴィレッジ）
- 絶対領域痴女ハーレム 美脚に挟まれ身動きできず中出しされちゃう!!（9月25日、痴女ヘブン）
- 母の異常な愛情、ボクは犯されています。（9月28日、人妻花園劇場）
- マジックミラー号の天井に頭がついちゃう! 2 高身長アスリート女子がチビ男相手に初めてのバックブリーカーフェラ、逆駅弁FUCKチャレンジ（11月8日、ROCKET）※「みなみ」名義
- 出会い系やりまくって特に可愛かった娘とのH動画を撮って売ってみた。 03（11月9日、SCOOP）
- 僕専用の溺愛巨乳ママ（11月13日、マザー）
- 昼下がり町内会!若妻たちのちょっと危険でかなりHな王様ゲーム!! 16 母の代理で参加した町内会の集まりでまさかの展開!若い時に王様ゲームをした事が無いという話で盛り上がった奥様方が急に「王様ゲームやりたい!」と言い出したんです。男はボクひとりしかいないもんだから、当然いい思いが沢山出来ちゃいました!!（12月7日、Hunter）
- 置換OK熟女 2 中出しSP（12月20日、ナチュラルハイ）

### VR
「武田真」名義
2018年
- アスリート筋肉ボディーの美女インストラクターが競泳水着を食い込みませながら卑猥な対面ヨガレッスン。爆尻と巨乳が超接近する柔軟ヨガの求愛ポーズに欲情!手コキ&ま○こスリスリ回春ヨガで完全勃起!（5月22日、MILU VR）
- 美味しいパンケーキの後でGカップ長身アスリートの迫力ある彼女とイチャイチャSEX! 我慢汁でグチュグチュ音を鳴らすパイズリ ガン勃ちチ●ポをチュパチュパ淫音立てしゃぶるフェラ 「すごい硬い…あぁぁ」腰を前後にグラインドさせながら絶頂（10月20日、ブイワンVR）

「藤白桃羽」名義
2019年
- 喫煙フェラチオVR 煙草とチ○ポを交互に吸う女たち（9月30日、SODクリエイト）
- 射精コントロール! オナ指示痴女 〜100センチGカップが迫りくる!焦らされ言葉責めで暴発寸前〜（10月18日、CASANOVA）

2020年
- Gcup巨乳 目の前で姉がレ×プ凌● さらに近親相姦3P!! 2 「ううぅぅ…オマ○コ気持ちイイ…イクゥ!」（1月4日、TEPPAN VR）
- 爆乳ムチムチ女医の性器診療専門クリニック 〜おち●ぽ治療で下半身をトータルサポート〜（2月14日、CASANOVA）

## 出演

### テレビ
- 魚拓と成瀬のツキとスッポンぽん #186,#187（2018年2月24日,31日、パチ・スロ サイトセブンTV）[2]。

### ネット
- 大槻ひびきのお尻ペン吉だよ! #102（2018年6月25日、ニコ生）[3]。